# Departamento de Capital (kommun i Catamarca)
Departamento de Capital är en kommun i Argentina.   Den ligger i provinsen Catamarca, i den norra delen av landet, 1 000 km nordväst om huvudstaden Buenos Aires. Antalet invånare är 159 703.
Omgivningarna runt Departamento de Capital är i huvudsak ett öppet busklandskap. Runt Departamento de Capital är det ganska tätbefolkat, med 192 invånare per kvadratkilometer.